# 충청남도
충청남도(忠淸南道)는 대한민국의 남부에 위치하는 도이다. 동쪽으로 대전광역시, 세종특별자치시, 충청북도, 남쪽으로 전북특별자치도, 북쪽으로 경기도와 접한다.

## 역사

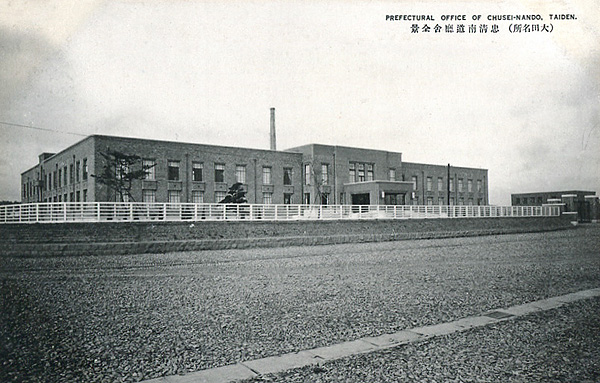
일제강점기 시절 충청남도청

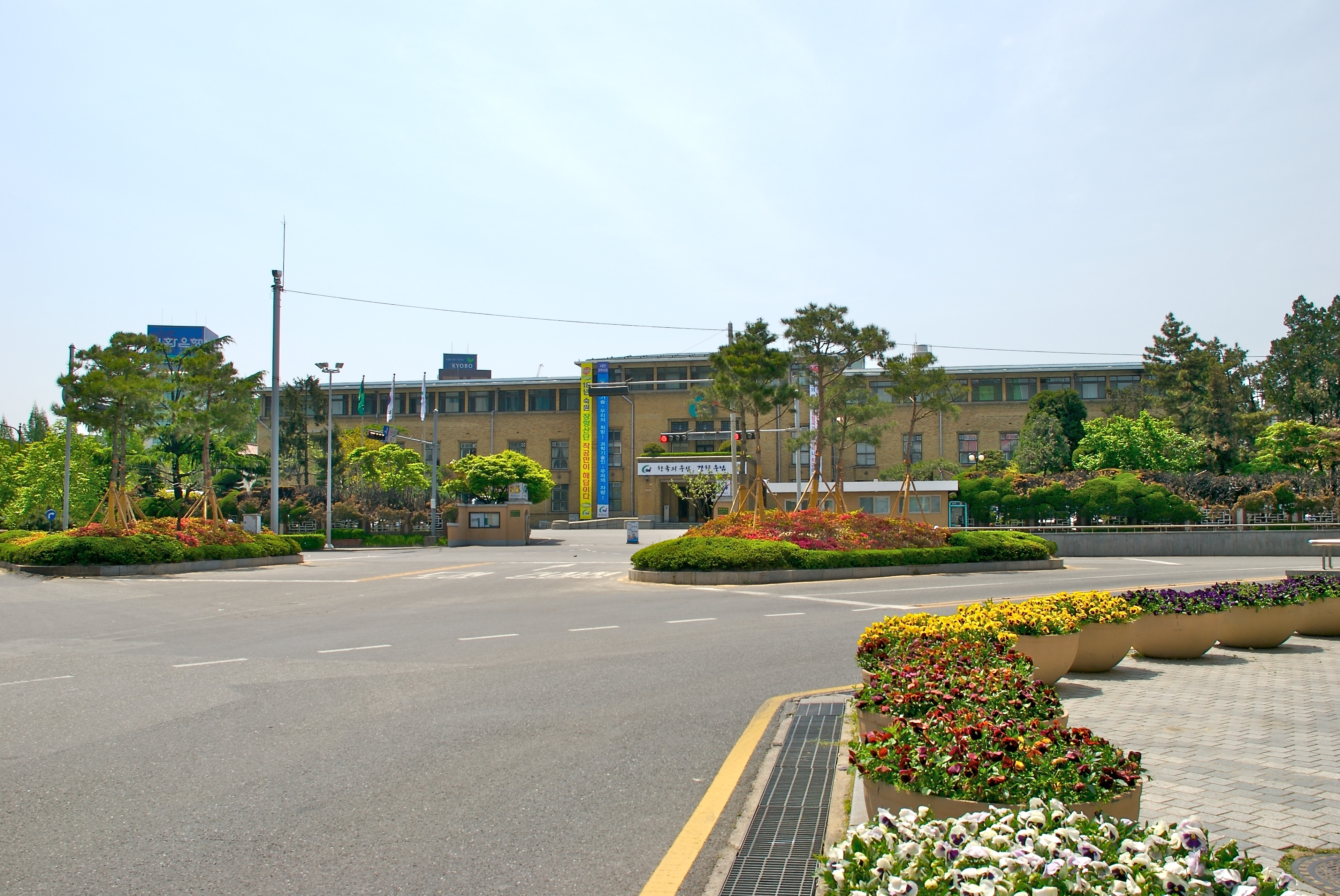
구 충청남도청 청사 (대전광역시 소재)

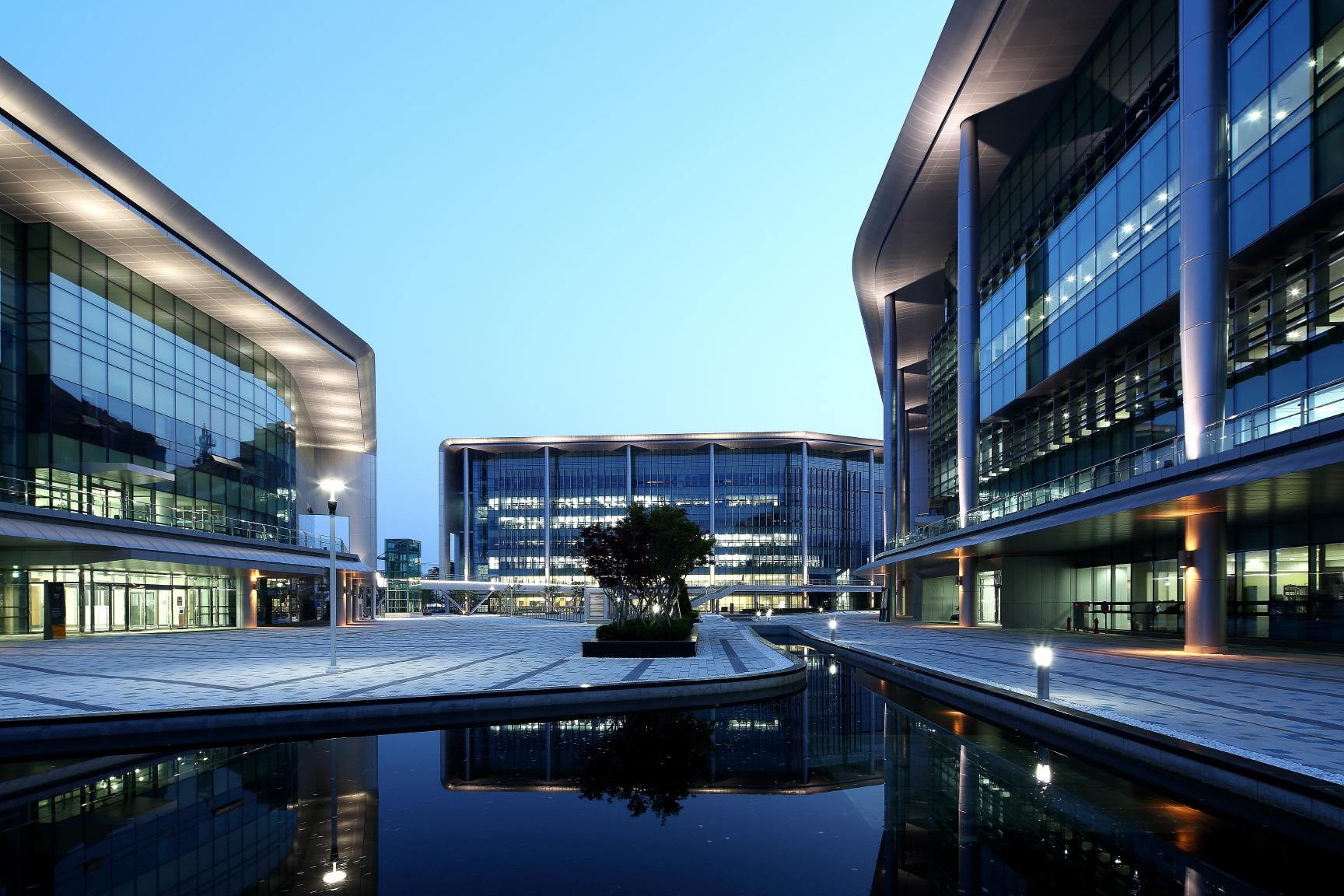
현 충남도청사 (내포신도시 소재)

### 고대 ~ 고려 시대
고대에는 마한에 속해 있었다. 마한의 중심지였던 목지국은 지금의 천안시 목천읍을 중심으로 성장했으나, 백제가 마한을 점령하면서 백제에 속하였다. 백제 문주왕 때 수도를 웅진(공주)으로 옮기고, 성왕 때는 사비(부여)로 수도를 옮겼다. 신라가 통일한 후 신라가 9주 5소경을 설치하면서 9주 중 하나인 웅주를 충남 지역에 두었다. 고려 시대에 접어들면서 지금의 경기도, 충청북도 지역과 함께 양광도로 묶이게 된다.

### 조선 시대
조선 시대 충청도로 개편되었고, 충청남도의 서부 지역에는 홍주목, 동부 지역에는 공주목이 설치되었다. 선조 31년(1598년) 충청도 감영을 충주에서 공주로 이전하였다. 이후에 충청도의 명칭은 공청도, 충청도, 공홍도, 충홍도, 공충도 등으로 수차례에 걸쳐 개칭되다가 순조 34년(1834년)에 공청도에서 충청도가 되었다. 23부제가 실시되었을 때 홍주부와 공주부가 설치되었다. 1896년 8월 4일에 충청도를 충청북도와 충청남도로 분리하였고 충청남도의 수부(首府)는 공주에 두었다.

### 일제강점기
1910년 10월 1일 일제도 충청남도청 소재지를 공주로 하였으나, 1932년 대전으로 도청을 이전하였다. 1914년 충청남도 평택군이 경기도로 이관되었다.

### 대한민국
- 1963년 1월 1일 천안읍과 환성면이 통합하여 천안시로 승격하고, 천안군의 이름이 천원군으로 변경되었다.
- 1986년 1월 1일 온양읍이 온양시로 승격되어 아산군에서 분리되었고, 대천읍이 대천시로 승격되어 보령군에서 분리되었다. 그리고 공주읍이 공주시로 승격되었다.
- 1989년 1월 1일 대전시와 대덕군[9]이 통합되어 대전직할시로 승격되고 대덕군 진잠면 남선리가 논산군 두마면에 편입되었다. 서산읍 일원을 관할로 서산시를, 태안읍·안면읍·고남면·남면·근흥면·소원면·원북면·이원면 일원을 관할로 태안군을 각각 분리, 설치하였다.
- 1991년 1월 1일 천원군이 다시 천안군으로 개칭하였다.
- 1995년 1월 1일 온양시와 아산군, 대천시와 보령군, 공주시와 공주군, 서산시와 서산군을 통합하여 도농복합시인 아산시, 보령시, 공주시, 서산시가 설치되었다.
- 1995년 5월 10일 천안시와 천안군을 통합하여 도농복합시인 천안시가 되었다.
- 1996년 3월 1일 논산군이 논산시로 승격하였다.
- 2003년 9월 19일 논산시 두마면을 관할로 계룡시가 출범하였다.
- 2012년 1월 1일 당진군을 관할로 도농복합형태의 당진시를 설치하고, 당진읍은 당진1동, 당진2동, 당진3동으로 개편하였다.
- 2012년 7월 1일 연기군 전역과 공주시 장기면 일부 지역과 충청북도 청원군 부용면을 관할로 세종특별자치시를 설치하였다.
- 2013년 충청남도청, 충청남도의회, 충청남도교육청, 충남지방경찰청을 내포신도시로 이전하였다.
- 2023년 1월 1일 남부출장소 출범.
- 2023년 2월 22일 남부출장소 개소식.

## 지리
동쪽으로 대전광역시, 세종특별자치시를 둘러싸며, 충청북도와 접하고, 서쪽은 황해에 면하며, 남쪽으로 전북특별자치도, 북쪽으로는 경기도와 접한다.
충청남도의 지형은 대체로 낮고 평평하다. 해발 고도 1,000m 이상을 넘는 곳은 한 곳도 없으며, 도 전체의 평균 고도가 100m로서 대한민국에서 가장 낮은 지형을 이룬다. 평균 600m 이하의 낮은 차령산맥이 도를 남북으로 가르며 동서로 지나고 대표적인 산으로 오서산(791m), 칠갑산(561m), 광덕산(699m) 등이 있다. 차령산맥 남쪽 수계권의 대표 강인 금강은 대한민국에서 세 번째로 큰 강으로서 금산에서 감입곡류하면서 충북으로 흐르다가 공주, 청양을 지나 논산 강경에서 논산천과 합류하여 부여, 서천을 거쳐 장항에서 황해로 유입된다. 금강 유역에서는 부여의 금천 하류의 구룡평야와 논산의 논산천 일대의 논산평야가 비옥하다. 논산천 유역에는 탑정저수지가 있다. 차령산맥 북쪽 수계권의 대표 하천인 삽교천은 차령산맥에서 발원하여 북쪽 아산만으로 흐르면서 예당평야가 발달되어 있다. 삽교천 유역에는 대한민국 최대 저수지인 예당저수지가 있다. 충청남도 황해 해안선은 출입이 매우 심한 리아스식 해안이며 서북쪽으로는 태안반도가 돌출되어 있다. ʡఅఅః간척사업이 진행되어 과거보다 해안선이 단순해졌다. 서산 A.B지구 방조제, 아산만 방조제, 삽교 방조제, 대호 방조제 등은 해안선의 출입을 단순하게 만든 대형 방조제들이다. 해안사구의 발달로 만리포·연포·몽산포·대천·무창포해수욕장 등이 있다.

## 산림
충청남도의 산림 환경 현황은 다음과 같다.
제6차 국가산림자원조사(2011~2015)결과 2015년말 충청남도의 산림면적은 408천ha로 충청남도 전체면적 821천ha의 49.7%, 전국 산림면적 6,334천ha의 6.4%를 차지한다. 산림면적은 각종 개발 등으로 산림 이외의 용도로 전환·사용하는 일이 많아 매년 감소하는 경향을 보이며, 특히 2012년 7월 1일 세종시가 출범하면서 당초 충청남도 소관이었던 연기군(19,837ha)과 공주시(3,917ha-반포·의당·장기)의 임야 23,754ha가 세종시에 편입되어 ’10년말 기준 438천ha에 비하여 ’15년말 408천ha로 6.8%가 감소하였다
임목축적은 산림의 울창한 정도를 나타내는 지표로, 2015년도 말 충청남도의 총 임목축적과 은 53,918천㎥로 전국 924,809천㎥의 5.8%이다 ha당 평균 임목축적은 치산녹화 원년(1973년)의 11.3㎥(전국)에 비하면 충청남도가 2015년 기준 132.1㎥/ha으로 비약적으로 증가(11.6)하였으나 임업 선진국인 뉴질랜드 (392㎥/ha), 독일(321㎥/ha), 스위스(352㎥/ha)에 비해서는 아직도 낮은 수준으로 앞으로도 지속적인 관리가 필요하다. 그러나 2010년도 대비 2015년도 말 충청남도 ha당 임목축적은 132.1㎥로 ’10년의 109.7㎥ 대비 22.4㎥(20.4%)가 비약적으로 증가하였다. 2015년말 기준 충청남도 산림면적은 제주도를 제외한 8개도 중 가장 적고 ha당 임목축적은 8개도 중 7위이나 ’10년대비 증감율은 20.4%로 1위이다. 충청남도 임목축적은 OECD 평균 131㎥/ha 및 미국의 임목축적을(131㎥/ha) 추월한 수치이다.

## 기후
충청남도의 기후는 대륙성 기후이다. 겨울에는 북서풍을 막을 수 있는 지형적 장애물이 적은편이기 때문에 같은 위도상에 위치하는 동해안보다 춥다. 서북부 해안지대에는 눈내리는 양이 많다.
기온은 1년 쾌청일수는 60~70일이며, 일조일수는 58~60%로 해안지방이 200~220일이며, 내륙지방은 180~200일이다.1월 평균기온이 도서지방의 경우 -1 °C, 내륙지방은 -3 °C이다. 8월 평균기온은 도서지방이 24 °C, 내륙지방이 26 °C로서, 도서지방과 내륙지방의 온도차는 2 °C이다.
강수량은 지역마다 다르다. 서해안은 연간 1.150mm~1.350mm이다. 강수량이 금강유역과 태안반도 지방이 가장 많고, 해안지방의 1년 강우 일수는 약 90일, 내륙지방이 약 110일인데 7월에 많고 1월이 가장 적다.

## 행정 구역
2018년 6월 기준 충청남도의 행정 구역은 8시 7군, 25읍 136면 46동이다. 2018년 6월 기준 충청남도의 면적은 8,226.17km2이다. 2020년 1월 기준 주민등록 인구는 960,438세대, 2,122,455명이다.
| 이름   | 한자   | 세대수  | 인구      | 면적     |
| ------ | ------ | ------- | --------- | -------- |
| 천안시 | 天安市 | 282,073 | 652,845   | 636.14   |
| 공주시 | 公州市 | 50,502  | 106,294   | 864.19   |
| 보령시 | 保寧市 | 48,341  | 100,908   | 573.69   |
| 아산시 | 牙山市 | 135,376 | 314,238   | 542.19   |
| 서산시 | 瑞山市 | 76,830  | 174,663   | 741.20   |
| 논산시 | 論山市 | 57,290  | 118,781   | 554.75   |
| 계룡시 | 鷄龍市 | 15,924  | 42,735    | 60.72    |
| 당진시 | 唐津市 | 76,202  | 166,815   | 704.26   |
| 금산군 | 錦山郡 | 25,534  | 52,120    | 577.13   |
| 부여군 | 扶餘郡 | 33,369  | 66,676    | 624.52   |
| 서천군 | 舒川郡 | 26,450  | 52,702    | 365.70   |
| 청양군 | 靑陽郡 | 16,253  | 31,577    | 479.10   |
| 홍성군 | 洪城郡 | 45,911  | 100,347   | 443.99   |
| 예산군 | 禮山郡 | 38,317  | 79,126    | 542.62   |
| 태안군 | 泰安郡 | 32,066  | 62,628    | 515.79   |
| 합계   |        | 960,438 | 2,122,455 | 8,226.32 |

### 폐지된 행정구역
- 공주군
- 대전시
- 대덕군
- 대전군
- 회덕군
- 진잠군
- 대천시
- 온양군
- 온양시
- 아산군
- 연기군
- 천원군
- 당진군
- 진산군
- 회인군
- 연산군
- 노성군
- 덕산군
- 결성군
- 전의군
- 천안군
- 신창군
- 직산군
- 목천군
- 평택군
- 보령군
- 남포군
- 오천군
- 진위군
- 산지고군
- 성관군
- 노물금군
- 약흥군
- 제내군
- 산모일군

## 인구
충청남도는 전통적으로 농업 중심의 지역으로서, 인구는 농촌에 고르게 분포하였다. 그러나 20세기 초 일제강점기에 접어들면서 식민지적 수탈 구조가 형성되었고, 이로 인하여 인구의 상당 부분은 여전히 농업에 종사하였으나 일부는 산업화가 진행되는 타 지역으로 이동하기 시작하였다.
광복과 한국전쟁을 거치면서 충남의 인구 구조는 크게 동요하였다. 전쟁 피해가 비교적 적은 편이었으므로 피난민 유입이 있었으나, 전후 산업화가 본격화되자 수도권으로의 인구 유출이 두드러졌다. 이 시기 충남은 여전히 농업 중심의 사회를 유지하였으며, 인구 증가율은 전국 평균에 비해 낮은 편이었다.
1970년대 이후 새마을운동과 농촌 근대화 정책으로 농업 생산성은 향상되었으나, 도시 산업화가 제공하는 경제적 기회가 더 컸으므로 청년층을 중심으로 서울, 인천, 경기 등지로의 이동이 활발하였다. 아산과 천안 일대에 일부 공업단지가 조성되어 인구 증가 요인이 존재하였으나, 전체적으로는 인구 유출 현상이 뚜렷하였다.
1990년대 이후 충남 북부 지역, 특히 천안·아산·당진·서산 등에 산업단지가 잇달아 들어서면서 인구 증가가 본격화되었다. 수도권 전철 1호선이 천안까지 연장됨에 따라 천안은 수도권의 배후 도시로 자리매김하였고, 인구 유입이 가속화되었다. 반면 내륙 농촌 지역인 예산, 청양 등은 지속적으로 인구가 감소하였다.
2012년 세종특별자치시가 출범함에 따라 연기군이 분리되었고, 이에 따라 통계상 충남의 인구가 일시적으로 감소하였다. 그럼에도 천안·아산·당진·서산 등은 꾸준히 성장하여, 특히 천안은 70만 명을 상회하는 대도시로 발돋움하였다. 그러나 내륙 농촌 지역은 고령화와 청년층 유출로 인구가 급격히 줄어들고 있다. 결과적으로 충남은 북부 지역의 인구 증가와 남부·내륙 지역의 인구 감소가 병존하는 이중 구조를 나타내고 있다.
| 연도   | 총인구      | 인구그래프 | 비고                       |
| ------ | ----------- | ---------- | -------------------------- |
| 1949년 | 2,026,837명 |            |                            |
| 1955년 | 2,220,895명 |            |                            |
| 1960년 | 2,528,133명 |            |                            |
| 1965년 | 2,902,941명 |            |                            |
| 1970년 | 2,858,202명 |            |                            |
| 1975년 | 2,947,023명 |            |                            |
| 1980년 | 2,954,662명 |            |                            |
| 1985년 | 2,999,837명 |            |                            |
| 1990년 | 2,013,270명 |            | 1989년 대전 승격 분리 감소 |
| 1995년 | 1,765,021명 |            |                            |
| 2000년 | 1,840,410명 |            |                            |
| 2005년 | 1,879,417명 |            |                            |
| 2006년 | 2,000,844명 |            |                            |
| 2007년 | 2,026,084명 |            |                            |
| 2008년 | 2,053,791명 |            |                            |
| 2009년 | 2,075,249명 |            |                            |
| 2010년 | 2,118,264명 |            |                            |
| 2011년 | 2,149,374명 |            |                            |
| 2012년 | 2,074,918명 |            | 2012년 세종 승격 분리 감소 |
| 2013년 | 2,097,555명 |            |                            |
| 2014년 | 2,116,830명 |            |                            |
| 2015년 | 2,134,232명 |            |                            |
| 2016년 | 2,096,727명 |            |                            |
| 2017년 | 2,116,770명 |            |                            |
| 2018년 | 2,126,282명 |            |                            |
| 2019년 | 2,125,797명 |            |                            |
| 2020년 | 2,122,455명 |            |                            |

## 도내 정계 개괄

### 조직
충청남도청은 충청남도의 행정을 총괄하는 지방행정기관으로 도지사는 차관급 정무직공무원으로, 부지사는 고위공무원단 가등급에 속하는 일반직공무원이나 별정직 1급상당 지방공무원 또는 지방관리관으로 보한다. 현재 도지사는 국민의힘 소속의 김태흠이다. 도청은 충청남도 내포신도시에 위치한다. 산하 기관으로 직속기관 16개, 사업소 8개, 출장소 2개를 두고 있다.

### 정책
충청남도는 지방재정법 제39조 및 같은법 시행령 제46조, 충청남도 도민참여예산제 운영조례에 근거를 두고 청남도가 독점적으로 행사해 왔던 예산편성권한을 지역주민들이 함께 행사하는 도민참여예산제도를 운영한다. 예산의 투명하게 공개하며, 도민의 참여를 통하여 예산의 우선순위를 결정하고, 지방자치단체와 주민대표의 협의를 통한 실현 가능한 예산안을 편성하는 것이 목적이다. 또한 충청남도는 충청남도 지방보조금 관리 조례 제20조를 근거로 보조금의 효율적인 관리를 위해 전국 최초로2016~2017 회계연도에 대한 보조금 총괄 정산을 실시하고 정산 자료를 도의회에 제출하였다.
더 일 잘하는 지방정부를 위해 혁신경영으로 미래 가치를 만들어 가고 있는 기업들과 혁신을 논하고, 도정 접목 방안을 논의하는 자리로 충남혁신포럼을 개최하고 있다. 제1회는 2016년 5월 31일 도청 대회의실에서 개최되었으며, '공유경제와 규제, 그리고 혁신'을 주제로 '에어비앤비'와 '모두의 주차장', '콜버스' 등 3개 기업의 대표 등을 초청해 사례를 듣고 토론하는 방식으로 진행됐다. 지역현장에서 발생하는 다양한 사회문제에 대해 면밀히 분석하여 해결방안을 제시하고 입법과제로 제안하는 등 대한민국의 발전을 위한 일련의 과정인 충남의 제안을 운영한다.
충청남도는 도가 공공정책을 수립하거나 추진하는 과정에서 발생하는 이해관계인간의 충돌인 공공갈등 관리 능력을 향상시키기 위하여 충청남도 공공갈등 예방과 해결에 관한 조례를 제정하였다. 2015년 자치행정국에 갈등관리부서(도민협력새마을과 갈등관리팀)를 신설하여, 갈등에 대한 대응체계를 구축하였다. 2018년 갈등관리부서를 갈등정책부서(행정부지사 직속 공동체새마을정책관 갈등정책팀)로 조직개편을 시행하였다. 이는 갈등에 대한 사후적 관리 체계에서 선제적 갈등 예방을 위한 정책적 대응의 일환으로 추진됐다.
지적도 기반의 위치정보와 증강현실 기술을 융합하는 것을 목적으로 하는 위치기반 증강현실(AR) 플랫폼을 구축하고 있으며, 재난 현장에서 드론이 촬영한 영상을 도청 종합상황실로 전송하고 내부망에 연결된 모든 컴퓨터에 실시간으로 영상을 중계하는 시스템을 구축할 예정이다.
충남도는 구성원들의 지식을 체계적으로 관리하고 도민이 도정의 지식과 정보를 자유롭게 활용할 수 있도록 하는 정보기술(IT) 인프라 구축(정책포털, 공공기관 업무지원, 인사정보 통합관리, 통화이력관리 시스템)과 무기명 토론방, 무기명 단체채팅방, 사무공간 재고성 등을 통한 자유로운 소통을 통한 협업과제를 추진하여 2013년 대한민국 지식대상에서 우수상을 수상한 이래 전국 최초로 5년 연속 수상하고 2014년, 2017년 2차례 대통령상을 수상하였다.
2018년 예산규모는 6조 9,648억원(일반회계 5조 4,858억원, 특별회계 4,678억원, 기금 1조 112억원)이다.

### 도청 소재지
내포신도시는 충청남도청 및 충청남도의회 소재지로, 충청남도 예산군 삽교읍과 홍성군 홍북읍을 중심으로 조성 중인 신도시이다. 내포신도시의 "내포"라는 명칭은 다양한 매력을 지는 신도시의 특징을 함축시킬 수 있는 이름을 만들기 위해 2006년 전국을 대상으로 공모를 실시하였고 공모결과 "내포신도시"라는 명칭이 충남의 발전과 비전, 정체성, 상징성, 에 제일 적합한은 것으로 평가되어 신도시의 명칭을 "내포"로 결정하게 되었다.
내포신도시의 '내포'는 예로부터 서해바다에 인접한 충남 서북부 지역을 의미한다. 역사적으로 일제강점기에 김좌진, 윤봉길, 한용운 등의 독립투사를 배출한 지역으로서 불교와 천주교의 전파통로로서의 역할을 하였다. 2006년에 대전광역시에 있던 충청남도청, 충청남도의회, 충남지방경찰청, 충청남도교육청의 소재지를 예산군과 홍성군 일원으로 이전하기로 결정하고, 2010년에 신도시 이름이 '내포'로 결정되었다. 내포신도시는 충청남도의 지속가능한 발전을 선도하는 LOHAS형 신도시를 만드는 것이 개발 방향이다.

## 교통
지형의 중심부에 위치하여 전국 어느 지역으로든 갈 수 있는 교통망을 갖추고 있다. 2017년말 기준 시외버스는 587개의 노선을 운행하는 중이며, 농촌 또는 산간지역 829개 노선, 시 지역간 시내버스 888개가 정기적으로 운행되고 있다.

### 철도
서부에는 장항선, 남부에는 호남선, 동부에는 호남고속선, 북동부에는 경부선과 경부고속선이 지난다. 도의 북부 지역인 천안시와 아산시의 경부선 및 장항선 구간에는 수도권 전철 1호선이 운행된다. 또 KTX가 아산시 배방읍에 위치한 천안아산역과 공주시 이인면에 있는 공주역, 계룡시 두마면에 있는 계룡역, 논산시 반월동에 있는 논산역에 정차한다. SRT는 공주역과 천안아산역에 정차한다.

### 도로
충청남도의 법정도로 총 연장은 7,234km이다. 2017년 12월을 기준으로 도로 포장률은 85.6%이다.

#### 고속도로
동부에는 논산천안고속도로, 서부에는 서해안고속도로가 도의 남북을 연결한다. 동북부 천안으로는 경부고속도로가 지나가고, 남부 논산, 계룡으로는 호남고속도로지선, 동남부 금산으로는 통영대전고속도로가 지난다. 2009년 충청남도 동서를 연결하는 당진대전고속도로와 남북을 연결하는 서천공주고속도로가 개통하였다. 2023년 동서를 연결하는 당진청주고속도로 아산~천안 구간이 개통되었다.

#### 일반국도
국도 역시 2000년대에 들어서 개량이 이루어지고 있으며, 일부 구간은 자동차전용도로로 지정되기도 하였다.

## 경제

### 일반

#### 투자유치
단지형 외국인 투자지역은 천안, 인주, 천안5, 송산2, 송산2-1 총5개소이다. 전체면적 1,310,769.7㎡ 중 분양면적22,750㎡를 제외한 임대면적은 1,054.204.3㎡로 임대율(83.2%)은 높은편이다.
기업입주현황은 천안42개사, 인주7개사, 천안5 14개사, 송산2 2개사, 송산2-1 1개사로 총 66개기업이 현재 가동중이거나 입주 준비 중이다.

#### 기업 유치
충청남도는 최근 7년간 총 4,865개 국내기업을 유치하였고, 그 중 308개사는 수도권 이전기업이다.

#### 산업단지
2017년 12월말 기준 충청남도의 산업단지 현황은 총 151개소이다. 가장 많은 단지수를 차지하는 농공단지는 91개소(14,469,000㎡)이고, 뒤를 이어 일반산단 53개소(64,258,000㎡), 국가산단5개소(28,104㎡), 도시첨단2개소(1,299,000㎡) 순이다.

#### 환황해프로젝트
황해를 중심으로 역내 공동번영 방안을 모색하여 충남도가 지방정부차원의 성장 동력을 마련함으로써 환황해권의 주도권을 확보하고자 하는 사업으로 현재는 사업발굴 단계이다.
'환황해포럼'은 2015년부너 매년 개최되고 있으며, '환황해이니셔티브 시행계획 수립'은 2018년 계획 수립을 토대로, 연차별 추진해 나갈 예정이다.

#### 수출·입 현황
충청남도는 해외바이어 초청 수출상담회, 해외 무역사절단 운영지원, 해외지사화 사업지원 등을 통하여 도내 내수 및 초보기업을 수출기업으로의 육성 추진을 통해 우리 도의 수출경쟁력을 강화하기 위해 노력하고 있다. 특히 충남도의 수출액과 무역수지는 꾸준히 전국 상위권을 유지하고 있으며 2018년 3분기에 무역수지 41,110백만불로 전국 1위를 유지하고 있다.

### 산업

#### 수산업
충청남도는 총 면적 8,226.1km2로 전 국토면적 100,339.5km2의 8.2%인 전국 6위 규모의 면적을 보유하고 있으며 2017년도말 기준 수산분야 참여인구는 8,598가구 18,114명으로 도내 인구의 0.8%, 전국 어가인구 121,734명의 14.9%를 차지하여, 전남, 경남에 이어 대한민국 전국 3위이다. 행정구역은 8시 7군으로 이중 7개 시․군이 연안을 접하고 있고, 8개의 지구별 수산업협동조합과 169개 어촌계가 있으며, 5,948척의 어선과 연간 162천톤의 수산물을 생산 전국 생산량 3,743천톤의 4.3%를 점유 전국 4위를 차지하고 있다.

### 정책

#### 농업
3농혁신은 충청남도의 농업 핵심 프로그램으로 3농은 지속가능한 농어업, 살기좋은 농어촌, 행복한 농어업인을 의미한다. 급속한 산업화, 도시화로 인해 도시는 점점 잘살게 되고 농가인구는 점차 감소하고 고령화는 심해지며 도시와 농촌의 양극화 또한 심각해 지고 있다. 이러한 문제를 해결하기 위해 3농혁신은 충청남도가 민선 5기부터 실행한 사업이다. 목표는 가치증진을 통한 지속가능한 농어업육성, 누구나 와서 살고 싶은 농어촌 만들기, 농어업인이 주체가 되는 협치농정의 실현이다.
농업환경실천사업은 지속가능한 농업활동을 위하여 농업인을 중심으로 농업환경 개선사항을 자율 실천하기로 행정-마을간 협약을 맺어 실천사항을 이행하는 사업이다. 농업환경 개선활동을 통해 토양환경을 개선하고 농업의 지속가능성을 제고하는 것을 목표로 한다.

#### 수산업
충남해양호 어업인 인명과 재산을 보호하고 어선의 안전조업 도모 및 수산자원 보호와 어업질서 확립을 통해 지속가능한 수산업을 위해 활동하는 어업지도선이다. 충남해양호는 총톤수 180톤으로, 길이 39.9m, 폭 7.5m, 깊이 3.6m이며 최대승선인원은 40명으로 승무원이 13명, 기타 승선인원이 27명이다. 선박의 최대속력은 27노트로 시속 약 50km이다. 기관은 디젤기관 3,918마력 2대가 탑재되어 총 7,836마력으로 총 86억 4천만원의 예산이 투입되었다

#### 축산업
유기·유실동물 보호관리 사업은 충청남도가 2013년 1월부터 실행한 사업으로, 유실·유기동물에 대한 보호, 분양 등 조치를 통하여 동물복지 도모 및 동물혐오자들의 민원요인을 차단하며, 유기동물 분양에 대한 적극적인 독려로 안락사 사례를 최소화하고 분양률을 높이기 위한 목적이 있다. 세부사업내용으로는 유기동물처리사업, 유기동물 반려가족 만들기 2종이 있다. 유기동물 반려가족 만들기는 유실·유기동물 입양비 지원을 통한 입양 활성화 유도를 목적으로 하는 사업으로, 충남의 15개 시·군에서 운영하는 동물보호센터에서 입양되는 동물을 기준으로 질병검사, 예방접종, 중성화 수술 등 실시비용을 마리당 20만원 이내 지원한다.
축산물이력제 관리사업은 충남의 소 및 쇠고기의 이력정보 제공으로 유통의 투명성 확보 및 소비자 신뢰성을 확보하고, 이동경로 확보로 위생·안전 문제가 발생할 시 즉시 대처하기 위해 추진되었다. 이 사업은 소의 출생신고시 귀표부착 등에 소요되는 인건비 및 제반비용을 지급하고, 소 사육단계 이력관리로 쇠고기 이력제 정착기반을 구축하는 사업이다.
소 농가 진료비 지원사업은 2010년부터 가축질병 조기진단과 적기치료 유도로 농가피해를 최소화하고 환축 자가 치료에 따른 약물 오남용 방지로 안전한 축산물을 생산·공급을 하기 위하여 충청남도에서 자체적으로 추진한 사업이다. 2018년 사업량은 30,000두, 사업비 3,000백만원이며 한·육우, 젖소 소규모 영세농가가 우선 대상이다. 환축 진료비 중 50%지원 및 상담, 치료 등 컨설팅을 지원한다.
조류 인플루엔자 재발 방지를 위하여 AI 바이러스에 취약한 오리 사육농가의 위험기간(11월~2월) 동안 사육제한과 이에 대한 휴업을 보상하는 "오리 휴지기 사육제한 농가 지원사업"을 진행한다. 대상농가는 2회이상 중복발생 농가와 철새도래지 인근의 발생 위험이 높은 지역 소재 농가들을 우선 선정하며 사육제한 마리당 지원 단가는 농가 순수익의 80% 수준으로 지원한다.

## 문화 또는 관광
| 연도별 | 집 계 관광지수 | 유료관광지 관광객수 | 유료관광지 관광객수 | 유료관광지 관광객수 | 무료관광지 관광객수 (내외국인 미구분) | 비고 |
| 시군별 | 집 계 관광지수 | 소계                | 내국인              | 외국인              | 무료관광지 관광객수 (내외국인 미구분) | 비고 |
| ------ | -------------- | ------------------- | ------------------- | ------------------- | ------------------------------------- | ---- |
| 2010   | 202            | 32,854,559          | 32,193,393          | 661,166             | 71,994,331                            |      |
| 2011   | 214            | 31,656,711          | 31,012,229          | 644,482             | 67,853,714                            |      |
| 2012   | 198            | 29,190,991          | 28,671,826          | 519,165             | 63,609,238                            |      |
| 2013   | 80             | 8,824,730           | 8,745,695           | 79,035              | 2,089,850                             |      |
| 2014   | 104            | 11,292,755          | 11,228,803          | 63,952              | 6,228,150                             |      |
| 2015   | 102            | 12,135,873          | 12,049,086          | 86,787              | 6,595,997                             |      |
| 2016   | 126            | 14,260,094          | 14,185,611          | 74,483              | 8,224,476                             |      |
| 2017   | 139            | 26,615,933          | 15,826,965          | 10,788,968          | 8,320,795                             |      |
| 천안시 | 2              | 526,178             | 521,451             | 4,727               | 1,633,175                             |      |
| 공주시 | 17             | 3,424,242           | 1,980,331           | 1,443,911           | 1,445,457                             |      |
| 보령시 | 6              | 1,522,543           | 827,942             | 694,601             | -                                     |      |
| 아산시 | 14             | 5,951,697           | 3,100,185           | 2,851,512           | 407,416                               |      |
| 서산시 | 4              | 226,538             | 226,538             | -                   | 1,042,661                             |      |
| 논산시 | 3              | 63,384              | 63,384              | -                   | 143,952                               |      |
| 계룡시 | 1              | -                   | -                   | -                   | 35,379                                |      |
| 당진시 | 6              | 290,373             | 290,373             | -                   | 137,541                               |      |
| 금산군 | 4              | 323,102             | 210,726             | 112,376             | 99,453                                |      |
| 부여군 | 14             | 4,062,150           | 2,056,095           | 2,006,055           | 607,772                               |      |
| 서천군 | 8              | 3,489,093           | 2,220,062           | 1,269,031           | -                                     |      |
| 청양군 | 15             | 815,197             | 445,236             | 369,961             | 1,611,121                             |      |
| 홍성군 | 12             | 737,382             | 373,407             | 363,975             | 123,525                               |      |
| 예산군 | 16             | 3,349,631           | 1,676,812           | 1,672,819           | 286,316                               |      |
| 태안군 | 17             | 1,834,423           | 1,834,423           | -                   | 747,027                               |      |

| 구분   | 대표관광지       | 대표관광지                      | 대표음식                | 대표음식           |
| 구분   | 1위              | 2위                             | 1위                     | 2위                |
| ------ | ---------------- | ------------------------------- | ----------------------- | ------------------ |
| 천안시 | 독립기념관       | 유관순열사 사적지               | 호두과자                | 병천순대(국밥)     |
| 공주시 | 계룡산           |                                 |                         |                    |
| 보령시 | 대천해수욕장     | 무창포 신비의 바닷길            | 꽃게탕(찜)              | 조개구이           |
| 아산시 | 온양온천         | 현충사                          | 염치한우                | 인주장어           |
| 서산시 | 해미읍성         | 서산용현리 마애여래삼존상       | 어리굴젓.게국지         | 꽃게장             |
| 논산시 | 대둔산           | 탑정호                          | 논산딸기                | 강경젓갈           |
| 계룡시 | 천마산           | 계룡대 통일탑                   | 산채비빔밥              | 계룡 엿, 물엿      |
| 당진시 | 난지섬 관광지    | 왜목마을                        | 우렁쌈밥                | 간재미 회무침      |
| 금산군 | 하늘물빛정원     | 적벽강                          | 금산인삼튀김            | 인삼어죽           |
| 부여군 | 낙화암(부소산성) | 정림사지 5층석탑                | 연잎밥                  | 버섯전골           |
| 서천군 | 국립생태원       | 마량리 동백나무숲               | 모시송편                | 한산소곡주         |
| 청양군 | 천장호 출렁다리  | 칠갑산 도립공원                 | 고추, 구기자            | 구기자 불고기 전골 |
| 홍성군 | 용봉산           | 홍주성과 여하정                 | 홍성한우                | 대하구이           |
| 예산군 | 덕산온천         | 수덕사                          | 예산소갈비              | 수덕사 산채정식    |
| 태안군 | 만리포           | 꽃지해수욕장 (할미.할아비 바위) | 꽃게 간장게장, 양념게장 | 대하구이           |

### 축제
- 백제문화제 - 충청남도가 주최하는 역사문화 축제이다. 백제의 수도였던 부여군, 공주시 일원에서 매년 9월말에서 10월초 경에 개최된다.
- 보령머드축제

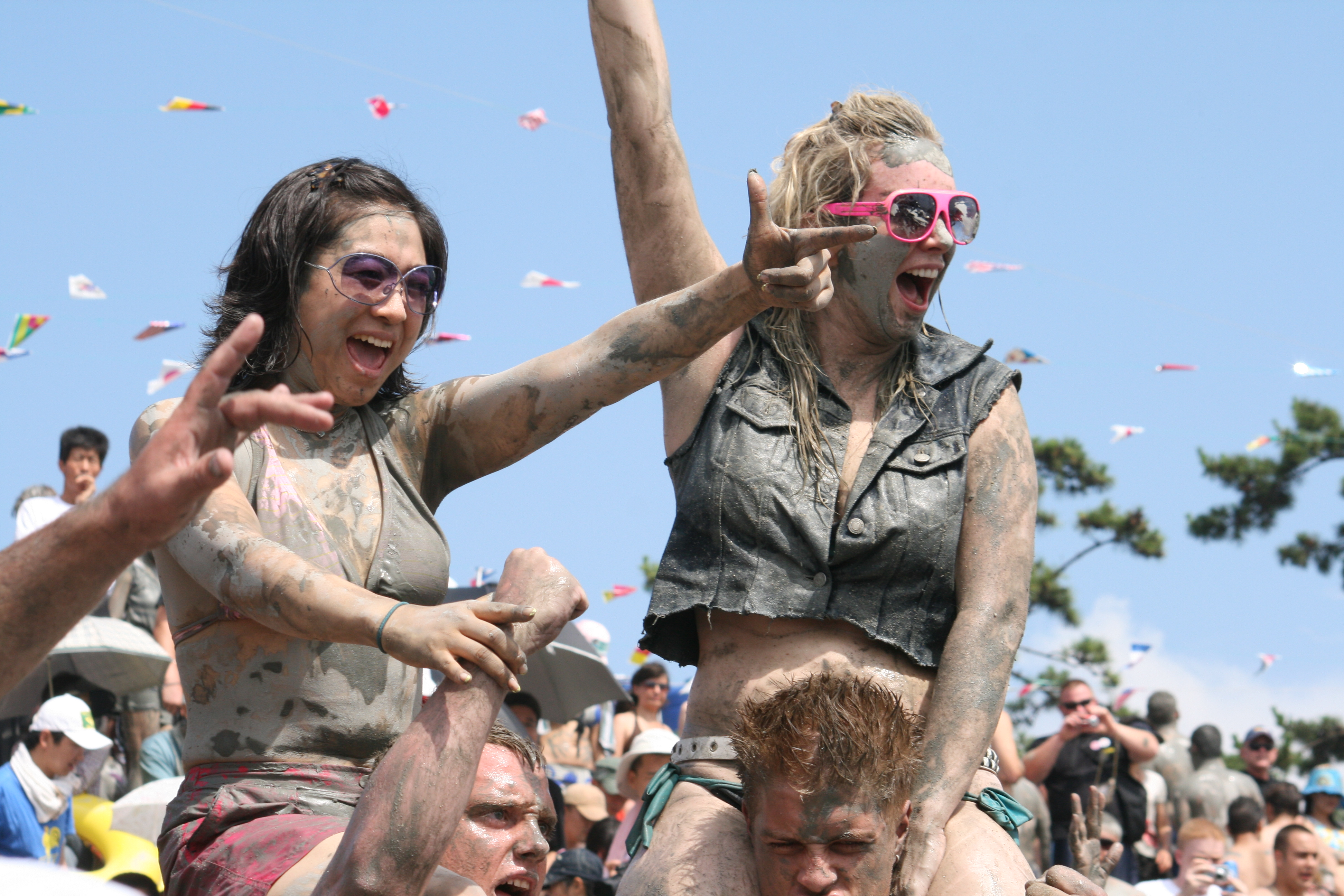
보령머드축제

보령시에서 대천해수욕장을 널리 알리기 위해 1998년 7월에 처음으로 축제를 개최한 축제이다. 매년 7월경에 개최되며, 2018년 올해로 21회를 맞고 있으며, 보령머드축제는 문화체육관광부선정 대한민국 대표축제로 지정되었다.
- 태안세계튤립축제
- 태안백합꽃축제, 태안빛축제
- 논산 강경발효젓갈축제[54]
- 금산
  - 인삼축제
  - 금산세계인삼엑스포
- 홍성 홍주역사인물축제
- 천안 흥타령축제
- 서천 한산모시문화제
- 부여 서동연꽃축제
- 서산해미읍성축제

### 관광지
- 백제문화단지 (부여)
- 온양온천 (아산)
- 아산온천 (아산)
- 예당저수지 (예산)
- 내포천주교순례길 (내포)
- 내포문화숲길 (내포)
- 홍주의사총 (홍성)
- 홍주성역사관 (홍성)
- 용봉산-남쪽의 금강산 (홍성)
- 안면도자연휴양림 (태안)
- 공주한옥마을 (공주)
- 천창호 출렁다리 (청양)
- 개화예술공원 (보령)
- 탑정저수지 (논산)
- 하늘물빛정원 (금산)
- 청산수목원 (태안)
- 삽교호놀이동산 (당진)
- 신성리 갈대밭 (서천)

### 박물관, 미술관, 기념관

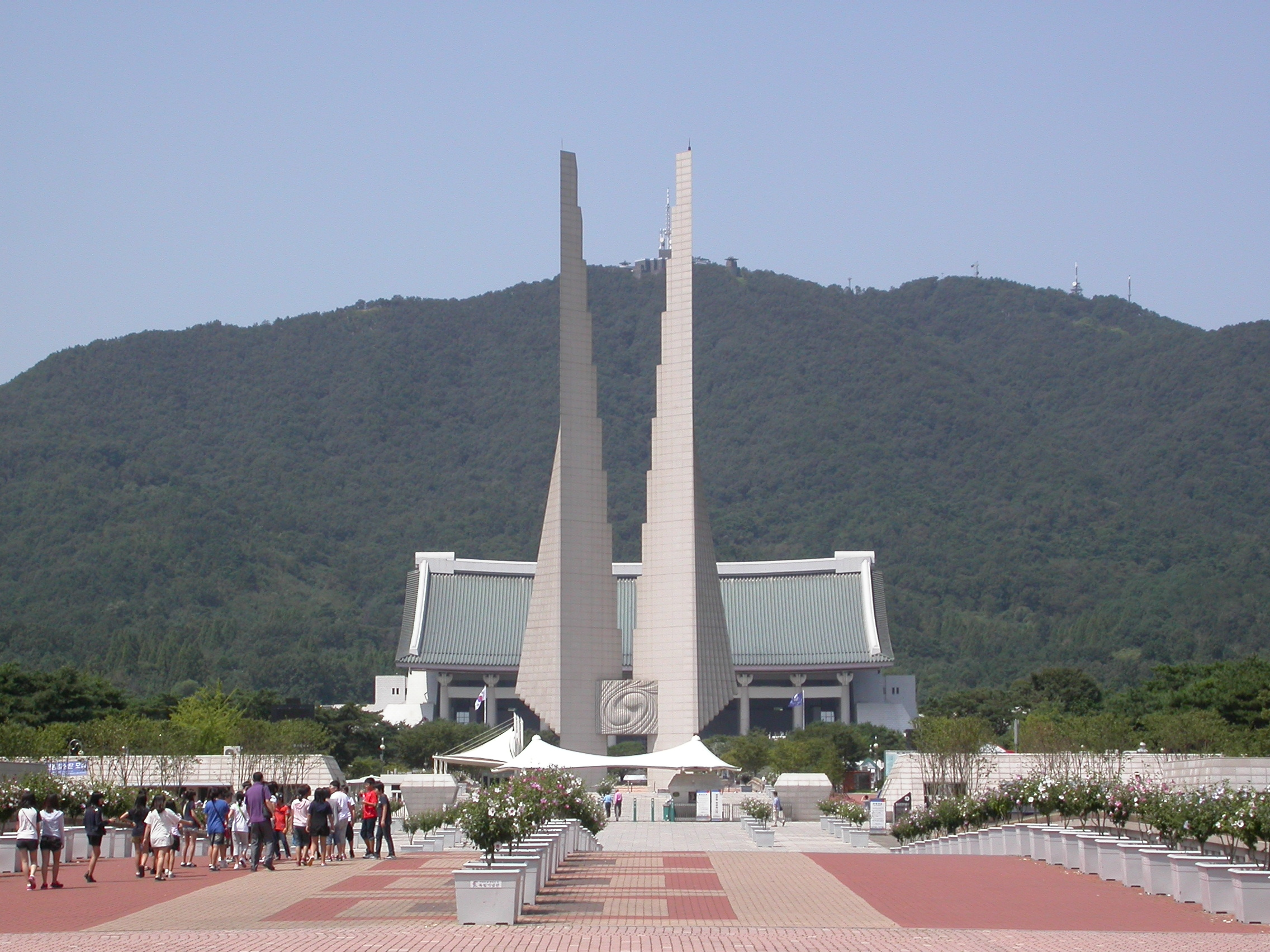
독립기념관

- 독립기념관 (천안)

천안시 동남구 목천읍 삼방로 95에 위치해 있으며, 1982년 일본의 역사교과서 왜곡에 대해 한국민의 분노가 있었다. 이때 국민모금을 통하여 독립기념관을 만들게 되었다. 1987년 8월 15일 제42주년 광복절 기념식과 같이 준공, 개관하였다.
- 국립공주박물관 (공주)

국립공주박물관은 백제 문화를 보존하기 위해 1934년에 만들어진 '공주고적보존회'를 모태로 출범하였다. 1940년 조선총독부박물관 공주분관으로 개관하였고, 해방 후 1946년 국립박물관 공주분관을 거쳐 1975년 국립공주박물관으로 승격되었다. 그 후, 2004년 5월 현재의 박물관으로 신축하여 개관하였다.
- 현충사 (아산)

현충사는 아산시 염치읍 백암리 방화산에 위치하여있다. 이순신 장군의 위업을 널리 떨치게 하기 위한 장소이다.현충사는 1704년 아산지역 유생들이 숙종에게 사당을 지어달라 상소를 했다. 1706년 숙종이 사당을 건립해 주었고, 1868년 대원군이 서원철폐령을 내려 사당을 첼폐하였다. 1959년 이충무공의 묘소를 사적으로 지정하면서 1967년 현충사를 사적제 155호로 지정하였다. 그리하여 2011년에 충무공이순신 기념관이 개관되게 되었다.
- 유류피해 극복 기념관 (태안)

2007년 12월 유류오염 사고로 인해 서해안 일대의 해상으로 다량의 기름이 유출되어 환경오염이 됐다. 해양오염사고에 대한 경각심과 123만 자원봉사자들의 뜻을 보전하기 위해 건립되어 운영 중이다. 해양오염이 생태계와 주민들에게 주는 영향에 대한 정보제공과 관광객들에게 다양한 볼거리를 제공한다.
- 충남보훈공원

충남보훈공원은 충청남도 내포신도시(홍성군 홍북읍 신경리)에 있는 공원이다. 주요시설로는 보훈관, 충혼탑, 조형시설물 등이 있다. 충남보훈관은 충청남도 내포신도시(홍성군 홍북읍 신경리)에 지하1층 지상2층으로 지어진 건물이다.
- 국립부여박물관 (부여)
- 백제군사박물관 (논산)
- 국립해양생물자원관 (서천)
- 천리포수목원 (태안)
- 국립생태원 (서천)
- 서산류방택천문기상과학관 (서산)
- 안면도 쥬라기박물관 (태안)
- 외암민속마을 (아산)
- 아산생태곤충원 (아산)
- 홍주성역사관 (홍성)

### 산
- 대둔산도립공원 (논산, 금산)
- 계룡산국립공원 (공주, 계룡)
- 칠갑산도립공원 (청양)
- 국립희리산해송자연휴양림 (서천)
- 덕산도립공원(덕산)
- 마량리동백나무숲 (서천)
- 오서산 (홍성)

### 바다
- 만리포 (태안)
- 안면도 (태안)
- 대천해수욕장, 무창포해수욕장 (보령)
- 태안해안국립공원 (태안)
- 꽃지해수욕장 (태안)
- 남당항 (홍성)
- 신두리해안사구 (태안)

### 음식 / 특산물
- 홍성 한우 - 홍성은 한우 브랜드 통합을 통해, 《홍성한우》를 생산하고 있으며, 《2012년 대한민국 대표 브랜드》에서 ‘홍성한우’가 한우 부분 대상을 차지했다.[58]
- 홍성 남당리 대하[59]
- 논산 딸기 - 논산은 정부로부터 논산청정딸기산업특구로 지정되었다.
- 천안 병천 순대 - 병천면은 유관순 열사의 3·1 독립만세 운동으로 유명한 ‘아우내 장터’가 있는 곳이다. 50년 전 이곳에 돈육 가공 공장이 들어오면서 향토음식으로 자리 잡게 됐다. 병천순대가 다른 지방의 순대와 다른 점은 돼지의 창자 중에 가장 가늘고 부드러운 소창을 사용해 돼지 특유의 누린내가 적고 담백하다는 점이다. 특히 병천순대로 만든 순대국은 병천 순대 특유의 담백하고 깊은 맛을 자랑한다.[60]
- 천안 호두과자[61]
- 보령 굴[62]
- 당진 실치[63]
- 금산 인삼
- 부여 멜론
- 부여 수박
- 서천 김
- 청양 구기자
- 청양 고추
- 예산 사과
- 태안 게국지

### 유네스코 인류무형문화유산
- 한산모시 - 충청남도 서천군 한산면 일대에서 생산되는 고급 모시로 한산모시를 짜는 기술은 중요무형문화재 제14호로 지정되어 있다. 한산모시짜기는 2011년 11월 28일 유네스코의 인류무형문화유산으로 등재되었으며, 기능보유자는 방연옥(方連玉)이다.

### 유네스코 세계유산
- 백제역사유적지구 - 충청남도 공주시, 부여군에 위치하고 있으며 백제 관련 역사유적지구이다.

### 충청남도 생태여행지 10선
- 충청남도는 제2차 녹색성장 5개년 계획(2014-2018)에 의해 생태관광 플랫폼을 구축하였다. 국립생태원과 생태관광 활성화 업무협약을 체결하고 백제문화권 생태관광 루트를 조성하였다. '10경 10색 생태 숨길 충남 더숨 여행'이라는 콘셉트이며 'THE 숨'은 충남만의 고유한 생태를 지칭하는 말로 숨 막히고 숨 가쁜 일상의 찌든 시름에서 잠시 숨을 고르고 한 박자 숨죽이며 더 좋은 숨을 쉬고 함께 숨을 더하고 일상에서 경험하지 못한 숨과 숨길을 새로 여는 더 좋은 숨으로의 여행이라는 뜻을 담고 있다.[출처 필요]
- 공주시 계룡산 국립공원, 보령시 소황사구, 서산시 천수만, 논산시 대둔산, 금산군 금강, 서천군 금강하구, 청양군 칠갑산, 예산군 황새공원, 태안군 사구·습지, 안면도 송림이 해당된다.

### 내포 보부상촌
내포 보부상촌은 충청남도 예산군 덕산면 사동리 일원에 51,205m²(15,490평)의 규모로 실시되는 사업으로 시범운영을 거쳐 2020년에 개관예정이다. 덕산은 난전놀이 보존회가 운영되는 등 보부상의 고유문화를 계승하고 있으며 타 지역에 비해 많은 유물과 자료를 보유하고 있는 지역으로 내포 보부상촌에 보부상의 고유문화를 활용한 콘텐츠 개발을 통해 전시관, 어귀, 장터, 난장 마당, 체험공방, 보부상 이야기길 등을 조성할 계획이다. 예산군은 보부상촌과 연계해 이를 활성화시키기 위한 ‘내포보부상촌 밤마실 문화 저잣거리’라는 지역특화 프로그램사업을 제안하여 6월부터 10월까지 매월 마지막 주 토요일 덕산온천관광지에서 마당극, 뮤직퍼포먼스, 영화제, 할로윈데이 호박파티 등 다채로운 프로그램으로 총 5회 진행된다.

### 기타
- 템플스테이 플러스원 투어

사찰과 협조하고 템플스테이와 연계하여 특색 있는 프로그램을 운영한다. 기대효과는 불교전통문화 체험과 관광의 접목으로 외국인 관광객을 유치하고 충남관광 산업의 경쟁력 강화 및 지역경제 활성화에 기여한다.

## 교육
2018년 충청남도교육청의 학교현황에 따르면 유치원 511 개, 초등학교 420개, 중학교 189개, 고등학교 117개, 특수학교 7개, 방송통신중학교 1개, 방송통신고등학교 2개, 고등기술학교1개, 각종학교 1개가 있다. 총1,249개의 교육기관에서 272,749명이 교육받고 있다.사설학원은 2,883개, 독서실 128개, 공공도서관 16개 운영 중이다.
충청남도의 교육은 참학력을 갖춘 인재 양성, 교육의 동등한 출발선, 인권이 존중되는 학교, 공정한 열린 행정, 협력하는 교육공동체를 이룬다는 교육의 기본방향을 가지고 있다.
현직 충청남도교육감은 2022년 제8회 전국동시지방선거에서 당선된 김지철이다.

### 자유학기제
자유학기제는 중학교 교육과정 중 한 학기 동안 수업을 학생참여형으로 개선하고 다양한 체험활동이 가능하도록 교육과정을 유연하게 운영하는 제도로서, 중학교 1학년을 대상하여 2017년 2학기부터 전면 실시하였다. 충청남도 중학생들은 한학기에 오전시간에는 기존의 교과수업을 듣게되고 오후시간에는 진로탐색, 주제선택, 예술·체육, 동아리의 4가지 활동을 한다.

### 농어촌 원어민 영어학교
민선 4기의 공약 중에 영어마을 조성이 있다. 이에 대해 적은 비용 대비 고효율의 효과를 내고자 농어촌 방과 후 영어 학교를 운영하게 되었다. 영어사각지대에 놓인 농어촌 초등학생들을 대상으로 학교에서 직접 원어민 교사를 통해 대면하면서 영어에 대해 쉽게 접근할 수 있도록 한 대한민국의 최초 사례이다. 이 사업을 통해 얻고자 하는 것은 원어민과의 접촉을 통해 학생들이 외국인에 대한 거부감이 사라지게 하여 친근감을 만들고 국제화마인드를 어렸을때부터 함양하는데에 이바지 하기 위해서이다.

### 특성화고 해외 인턴십
충청남도는 대한민국 최초로 특성화고 해외 인턴십을 추진하였다. 특성화고 해외 인텁십은 특성화고 학생들에게 국내 뿐만아닌 해외를 접함으로 더 큰 세상을 경험하게 되고, 경험을 통해 꿈과 비전을 가지고 해외 취업의 가능성을 열어 준다. 또한 영어와 기술 두가지의 능력을 겸비하여 글로벌 기능 인력으로 양성하고 이를 통하여 특성화 고등학교가 활성화 되도록 하기 위해 추진되게 되었다. 2008년부터 2017년까지 4개국에 375명을 파견하였으며 2018년에는 호주와 뉴질랜드에 용접.배관, 전기.전자, 기계, 요리.제과.식품, 미용, 자동차 정비등 전문분야에 50명을 파견할 계획이다.

### 인터넷 및 스마트폰 과의존 예방
정보기기 사용의 역기능 해소를 위하여 올바른 교육과 상담으로 인터넷 및 스마트미디어 중독을 사전 예방하고 건강한 정보를 활용함을 도모한다.충청남도스마트쉼센터(충남도청 별관) 중심의 예방교육과 상담을 추진하고, 협력기관을 모집 및 선정하여 효율적인 업무를 추진하려 한다. 예방 대상은 유아에서부터 성인까지 미디어에 중독된 모든 사람이며, 사업 종류는 크게 인터넷 및 스마트폰 중독 예방교육과 중독 위험자를 직접 찾아가는 가정방문상담 두가지로 나누어져 있다.

### 충남과학창의축전
과학창의축전을 통한 과학에 대한 흥미와 창의적인 사고력 배양으로 미래핵심인재 양성하기 위해 충남과학창의축전을 개최한다.

### 대학

#### 국공립 대학
- 경찰대학
- 국립공주대학교
- 국방대학교
- 공주교육대학교
- 충남도립대학교
- 한국전통문화대학교

#### 사립 대학
- 건양대학교
- 글로벌사이버대학교
- 금강대학교
- 나사렛대학교
- 남서울대학교
- 단국대학교 천안캠퍼스
- 백석대학교
- 상명대학교 천안캠퍼스
- 선문대학교
- 순천향대학교
- 신성대학교
- 중부대학교
- 청운대학교
- 한국기술교육대학교
- 한서대학교
- 혜전대학교
- 호서대학교

### 고등학교

#### 특수목적고등학교
- 충남과학고등학교 (공주시)
- 충남외국어고등학교 (아산시)
- 충남체육고등학교 (논산시)
- 충남인터넷고등학교 (논산시)
- 충남예술고등학교 (천안시)

#### 자율형고등학교
- 충남삼성고등학교 (아산시)
- 북일고등학교 (천안시)
- 대산고등학교 (서산시)

## 복지
대한민국의 65세 이상 노인 인구는 2016년 말 기준 전체인구의 13.5%(6,955천명)이다. 충청남도는 16.6%(350천명)으로 대한민국 평균보다 높게 나타난다. 이에 충청남도에서는 제 2차 노인복지 5개년 계획을 수립해서 노후생활안정을 위한 소득지원사업, 소외된 노인보호, 노인들의 여가활동 지원, 노인장기요양보험을 통한 요양서비스 증진사업추진하고 있다.또한 지역의 보건소·복지관·지역주민과 함께 생계·의료·돌봄·건강관리 등의 복지서비스를 받을 수 있도록 도와주는 서비스인 '전국 방방곡곡 찾아가는 보건·복지 서비스'를 운영하고 있다. 읍면동 주민센터의 복지공무원·방문간호사가 도움이 필요한 사람들을 직접 방문한다.
여성의 사회참여로 인해 부모의 양육부담이 커지고 있고 이러한 여러 가지 문제로 인해 아이를 많이 출산하지 않아 저출산 문제가 심화되고 있다. 이러한 문제를 해결하기 위해 영유아 보육에 대한 중요성이 확대되고 있다. 충청남도의 학교가기 전 영유아는 136,336명이다. 이중에 69,364명이 보육서비스를 이용하고 있는 중이다. 충청남도에 있는 어린이집의 수는 1,974개로 만 0~2세 아동 37,521명에게 보육료를 지원하여 무상교육을 실시하고, 어린이집을 다니지 않는 아동에게 지원을 한다.
충청남도는 보육의 질 향상을 위해 충청남도 어린이 인성학습원, 충청남도 육아종합지원센터 등을 운영하고 있다.
충청남도 아기수당은 '충청남도 아기수당 지원에 관한 조례'에 근거하여 소득기준 무관 0~12개월 영유아에게 월10만원씩 지급하는 수당을 말한다.
제4기 충청남도 지역사회보장 기본계획 수립은 사회보장급여의 이용,제공 및 수급권자 발굴에 관한 법률 제35조에 근거하여 4년마다 충청남도지사가 복지, 보건의료, 고용, 주거, 환경, 문화, 교육 등 7개 영역에 걸친 지역사회보장기본계획이다.
충남 양성평등 비전 2030은 충남의 특성에 맞는 장기 미래 비전계획으로서, 충남의 성평등 현황을 점검하고, 성평등, 수준의 지속적 향상을 위한 종합적인 실행계획으로서의 성격을 지닌다 충남 양성평등 비전 2030은 법정계획인 '양성평등정책 기본계획' 과 '양성평등기본법'의 틀과 범위를 넘어서 도민의 생활과 관련한 다양한 분야를 포함하는 포괄적인 기본계획이다.
충청남도는 자원봉사활동기본법에서 정하고 있는 자원봉사활동지원, 진흥 및 행복한 시민 공동체 건설을 목적으로 사단법인 충청남도자원봉사센터를 2016년 1월 1일 설립하였다. 충청남도자원봉사센터는 충남도청 별관(의회동)에 위치하고 있으며, 도민의 25% 자원봉사자 등록과 등록도민의 25% 활동을 목표로 한다. 주요업무는 충청남도내의 자원봉사종합계획 및 시책사업 추진, 자원봉사활동 프로그램 개발 및 지원, 자원봉사자 교육 및 훈련 지원 , 시군자원봉사센터 협력 및 조정, 자원봉사 진흥 홍보, 읍면동자원봉사거점센터 사업을 수행하고 있다.
아름다운 이야기 할머니사업은 할머니들이 유아교육기관을 직접 방문하여 선현들의 삶의 지혜와 교훈이 담긴 이야기를 유아들에게 들려주는 사업이다. 미래세대의 중추인 유아에게는 인성을 길러주고 세대간 단절을 극복하고 전통문화를 계승할 수 있고, 어르신들에게는 일자리를 제공하여 삶의 질을 향상시키고 자아실현과 사회봉사의 기회를 제공한다.

## 보건

### 지방의료원
충청남도는 도민의 건강과 안전을 위해 천안의료원, 공주의료원, 서산의료원, 홍성의료원 등 총 4개의 지방의료원을 운영하고 있다.

### 병원선
의료혜택이 취약한 충청남도 내 도서주민의 의료서비스 질 향상을 위해 병원선 충남501호를 운항중이며, 주요 진료과목은 내과, 치과, 한방과이다. 의사 3명을 포함한 총 18명의 인원이 근무중이며, 보령, 서산, 당진, 서천, 홍성, 태안 등 6개 시군의 29개 도서를 매월 1회 이상 순회 진료하고 있다.

### 닥터헬기
도서 및 산간 등 취약지역에서 발생한 중증응급환자의 골든타임을 확보하고 신속한 응급서비스를 제공하기 위해 2016년 1월 28일부터 단국대학교병원을 거점 의료기관으로 하는 닥터헬기를 운용 중이다. 충청남도 내 닥터헬기 인계점은 2017년 12월 기준 133개소이며, 2017년 11월 7일 500회 환자 이송을 돌파하였다.

## 환경

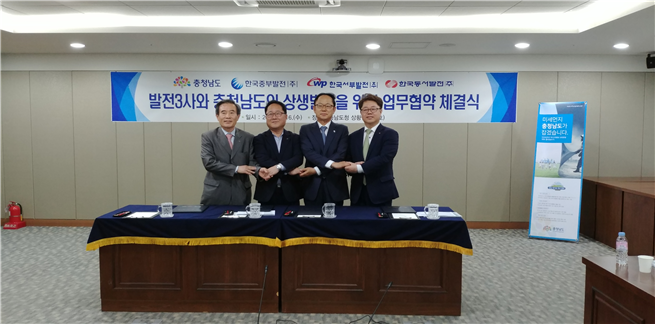
발전3사-충청남도 상생발전 업무협약 체결('18. 5. 16.)

### 대기환경
충청남도는 전국 61기의 석탄화력 중 30기가 있으며, 서산 대산석유화학단지, 당진 제철‧철강단지 등 대형사업장이 위치하고 있는 지역적 특성이 있다. 국립환경과학원 국가대기오염물질배출량 통계 자료(2015년 기준)에 따르면, 충청남도의 대기오염물질(SOx, NOx, 먼지) 배출량이 전국에서 2위를 차지하였다.

### 에너지 정책
충청남도는 온실가스 감축 목표 달성 및 미세먼지 감축을 위해 2017년도에 이어 2018년에도 '청정한 국민의 삶을 위한 친환경 에너지전환'이라는 주제로 국제 컨퍼런스를 개최하였다. 10월 1일부터 2일까지 이틀동안 국내외 전문가 및 관계자 200여명과 학술회의 및 정책 공유를 통해 에너지전환 방향을 모색하였다. 2018 탈석탄 친환경 에너지전환 국제 컨퍼런스를 통해 아시사 최초 '탈석탄 동맹'에 가입하였고, 환경부·서울·경기·인천·충남 탈석탄 친환경 에너지전환 공동선언을 하였다.
수소에너지 국제포럼은 충남의 수소사회 구현 의지를 표명하고, 국내외 수소관련 정보 공유 및 교류의 장을 마련하고자 1년에 1번 개최된다. 매년 11월 첫째 주를 충청남도 미래성장본부 국제행사 주간으로 지정하여 수소에너지 포럼을 개최하기로 결정하였다.

### 해양 환경 정책
충청남도는 도내 해안가에 지속적으로 유입되는 해양쓰레기, 유류잔존물의 유입경로, 원인 등을 조사하여 기초DB를 구축하고 제도개선 방안 제시 등 해양환경 정책을 수립하는데 활용하기 위한 연구를 추진하고 있다.해양오염물질 발생량을 조사하고 산정하는 기법을 개발하여, 충남도 내 주요 해역 해양오염물질 발생량과 유입경로를 조사하여 이를 근거로 해양 오염물질의 저감을 위한 체계적인 정책을 수립하고 있다.
또한항포구 등에 방치된 어구, 어망 및 해안가 부유쓰레기로 인한 해양환경오염을 해결하고자 2015년도부터 '깨끗한 해양환경 만들기' 해양쓰레기 종합대책을 수립 추진하고 있다. 이에 따라 시군 현장에 맞는 해양환경 정책 공모사업, 해양쓰레기 버리지 않기 예방 교육 등을 실시하고 있다. 또한 해양쓰레기 정화사업으로 충남 도의 5개 연안 시군(보령, 당진, 서천, 홍성, 태안)의 해양환경 개선을 위해 국비와 도비 시군비를 투입하고 있다.

## 체육
충청남도의 체육 정책은 체육 활동 참여를 통한 건강증진, 전문체육 육성을 통한 충남위상 제고, 체육을 통한 지역활성화를 통해 체육으로 행복한 충청남도를 만드는 것을 목표로 한다.
충청남도의 체육은 2017년 통합체육회가 시작하면서 전문체육과 생활체육을 연계하였다.
전국체육대회 대비 훈련 및 참가,다양한 종목의 체육팀의 운영, 우수 학생선수 지원(충청남도교육청과 협력) 등 전문체육 진흥사업을 추진하고 있다.

### 체육시설
충청남도에 소재한 주요 체육시설은 다음과 같다.
- 천안종합운동장
- 공주시민운동장
- 보령종합경기장
- 아산이순신종합운동장
- 서산종합운동장
- 논산시민운동장
- 계룡종합운동장
- 당진종합운동장
- 금산종합운동장
- 부여종합운동장
- 청양공설운동장
- 홍주종합경기장
- 예산공설운동장
- 태안종합운동장

### 스포츠
| 리그명      | 팀명                         | 창단연도 | 홈 경기장              |
| K리그2      | 아산 무궁화                  | 2017년   | 이순신종합운동장       |
| 내셔널리그  | 천안시청                     | 2008년   | 천안축구센터           |
| V-리그 (남) | 천안 현대캐피탈 스카이워커스 | 1983년   | 유관순체육관           |
| WKBL        | 아산 우리은행 우리WON        | 1958년   | 이순신빙상장실내체육관 |

## 소방

### 소방 본부
충청남도 소방본부는 화재를 예방, 경계, 진압하고 화재, 재난, 재해, 그 밖의 위급한 상황에서의 구조, 구급 활동 등을 통하여 국민의 생명, 신체 및 재산을 보호함으로써 도민의 안녕 및 질서유지와 복지증진에 이바지함을 목적으로 한다.

#### 조직
| - 소방행정과 - 소방행정팀 - 기획예산팀 - 회계장비팀 - 소방감찰팀 - 안전보건팀 - 복합시설팀 | - 화재대책과 - 화재대책팀 - 예방교육팀 - 현장조사팀 - 의용소방팀 - 소방특사경팀 | - 광역기동단 - 재난대책팀 - 구급팀 - 구조팀 - 기동대 - 소방항공대 | - 종합방재센터 - 상황지원팀 - 상황1팀 - 상황2팀 - 상황3팀 - 소방정보통신팀 - 구급상황관리센터 |

### 산하기관
| - 천안서북소방서 - 천안동남소방서 - 공주소방서 - 보령소방서 - 계룡소방서 | - 아산소방서 - 서산소방서 - 논산소방서 - 금산소방서 | - 부여소방서 - 서천소방서 - 홍성소방서 - 예산소방서 | - 당진소방서 - 태안소방서 - 청양소방서 - 충청소방학교 |

### 의용소방대
충청남도 의용소방대(忠淸南道 義勇消防隊)는 소방본부장 또는 소방서장이 관장하는 소방업무를 보조하기 위하여 충청남도에 설치된 민간 소방조직이다.

### 다중출동시스템
심정지환자 등 중증환자 발생 시 구급대원이 현장에서 적절한 응급처치 실시로 소생률 향상하기 위하여 도입되었으며, 소방서별로 전문구급차를 1대씩 지정하여 운영하고 있으며, 운영인력은 3명(구급대원 2명, 운전원 1명)으로 구성된다.

## 역대 도지사

### 일제강점기
- 장관
  - 1910년 10월 1일 ~ 1915년 3월 31일: 박중양(朴重陽)
  - 1915년 ~ 1916년: 오하라 신조(小原新三)
  - 1916년 ~ 1918년: 간바야시 게이지로(上林敬次郎)
  - 1918년 ~ 1919년: 구와바라 하치시(桑原八司)
- 도지사
  - 1919년 ~ 1921년: 도키자네 아키호(時実秋穂)
  - 1921년 ~ 1924년: 김관현(金寬鉉)
  - 1924년 ~ 1926년: 석진형(石鎭衡)
  - 1926년 ~ 1927년: 유성준(兪星濬)
  - 1927년 ~ 1929년: 신석린(申錫麟)
  - 1929년 ~ 1931년: 유진순(劉鎭淳)

## 국제교류 현황
2017년 10월 23일부터 26일까지 충청남도와 폴란드 비엘코폴스카주의 자매결연 15주년을 기념하여 비엘코폴라니에 민속공연단이 충청남도 계룡, 천안, 내포에서 충남국악관현악단과 함께 공연을 펼쳤다.
| 지역 & 국가    | 도시                                   | 도시                                   | 결연일      |
| -------------- | -------------------------------------- | -------------------------------------- | ----------- |
| 독일           |                                        | 바이에른주                             | 1999.05.11  |
| 독일           |                                        | 바이에른주                             | 1999.05.11  |
| 러시아         |                                        | 레닌그라드주                           | 2000.12.13  |
| 러시아         |                                        | 아무르주                               | 1995.06.15  |
| 미국           |                                        | 캘리포니아주                           | 1997.03.20  |
| 베네수엘라     |                                        | 볼리바르주                             | 1997.03.25  |
| 베트남         |                                        | 롱안성(隆安省)                         | 2005.06.09  |
| 브라질         |                                        | 상파울루주                             | 2009.04.06  |
| 아르헨티나     |                                        | 미시오네스주                           | 2001.05.28  |
| 오스트레일리아 |                                        | 사우스오스트레일리아주                 | 1999.10.12  |
| 우크라이나     |                                        | 크림 자치 공화국                       | 2012.09.16  |
| 일본           |                                        | 구마모토현                             | 1983.01.22  |
| 일본           |                                        | 나라현                                 | 2011.10.26  |
| 일본           |                                        | 시즈오카현                             | 2013.04.30. |
| 중국           | 광둥성(广东省)                         | 광둥성(广东省)                         | 2016.06.27  |
| 중국           | 구이저우성(贵州省)                     | 구이저우성(贵州省)                     | 2016.11.22  |
| 중국           | 랴오닝성(辽宁省)                       | 랴오닝성(辽宁省)                       | 2010.11.03  |
| 중국           | 산둥성(山东省)                         | 산둥성(山东省)                         | 1995.10.31  |
| 중국           | 상하이시(上海市)                       | 상하이시(上海市)                       | 2008.11.03  |
| 중국           | 쓰촨성(四川省)                         | 쓰촨성(四川省)                         | 2008.09.05  |
| 중국           | 옌볜 조선족 자치주(延边 朝鲜族 自治州) | 옌볜 조선족 자치주(延边 朝鲜族 自治州) | 2002.04.16  |
| 중국           | 윈난성(云南省)                         | 윈난성(云南省)                         | 2013.06.07  |
| 중국           | 장쑤성(江苏省)                         | 장쑤성(江苏省)                         | 2005.09.27  |
| 중국           | 지린성(吉林省)                         | 지린성(吉林省)                         | 2005.09.26  |
| 중국           | 칭하이성(青海省)                       | 칭하이성(青海省)                       | 2014.09.01  |
| 중국           | 허베이성(河北省)                       | 허베이성(河北省)                       | 1994.10.19  |
| 중국           | 헤이룽장성(黑龙江省)                   | 헤이룽장성(黑龙江省)                   | 2015.01.28  |
| 캄보디아       | 시엠레아프                             | 시엠레아프                             | 2008.06.18  |
| 폴란드         |                                        | 비엘코폴스카주                         | 2002.04.16  |

### K2H 연수사업
충청남도의 경우 전국시도지사협의회와 공동 주관하여 2004년부터 K2H(Korea Heart To Heart) 연수사업을 시행중이며, 2018년도에는 3명(중국 1, 캄보디아 1, 베트남 1)을 대상으로 6개월간 연수사업을 펼쳐 2018년까지 53명의 연수생을 배출하였다. 특히 충남도의 경우 K2H프로그램 20주년을 맞아 글로벌 인적교류 우수지자체로 선정되어 광역자체단체 중에서는 강원도와 함께 공동 수상하였다.

## 같이 보기
- 내포신도시
- 충청남도청
- 충청남도의회
- 호서 지방
- 웅천주